# Розенауштадион
Розенауштадион (нем. Rosenaustadion) — стадион в городе Аугсбург. До 2009 года являлся домашней ареной футбольного клуба «Аугсбург». С 2009 года клуб «Аугсбург» проводит матчи на новом стадионе «Импульс-арена». Вместимость стадиона 28 000 зрителей.

## История

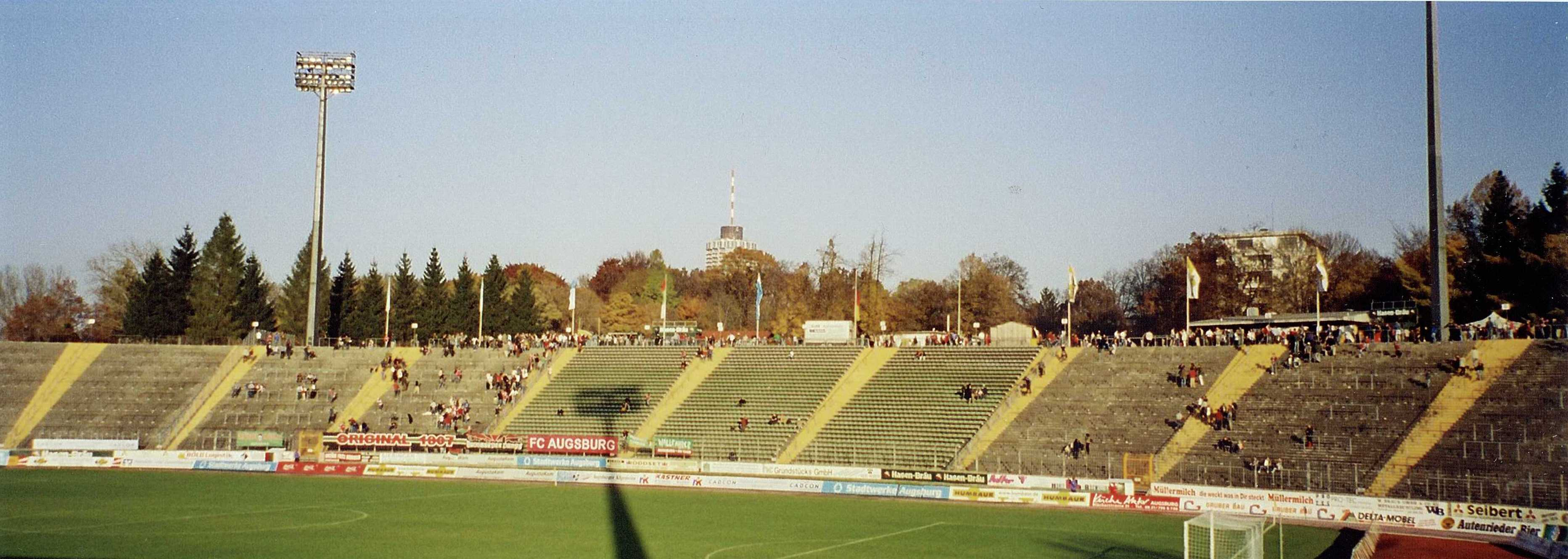
Розенауштадион, 5 октября 2005 года.

Планы строительство арены были составлены в 1926 году. Строительство стадиона началось в 1949 году, а открытие состоялось в 1951 году. Для строительства использовался строительный мусор, оставшийся после воздушных бомбардировок города во время Второй мировой войны. Открытие стадиона состоялось 16 сентября 1951 года матчем между Германской и Австрийской футбольными командами и собрало 51 000 зрителей.
С 1951 по 1972 год на «Розенштадионе», кроме футбольных игр, проходили также соревнования по лёгкой атлетике. Во время летней олимпиады 1972 года в Мюнхене на стадионе прошло 5 игр.
Рекорд посещаемости стадиона для клуба «Аугсбург» составляет 45 000 зрителей и был зафиксирован 3 августа 1974 года, во время игры с «Нюрнбергом».